# Senecio tamoides
Senecio tamoides, també coneguda com a enfiladissa canària (en anglès, canarian creeper), nom que comparteix amb Senecio deltoideus. És una espècie de la família Asteraceae. Té una extraordinària capacitat de regeneració i per aquest motiu als Estats Units, Austràlia i Europa es considera com una espècie invasora que pot alterar les condicions naturals de les zones que ocupen.

## Descripció
Enfiladissa, habitualment sempre verda, perenne, que s'arrossega per terra o que pot pujar alguns metres pels arbres. Les fulles són de color verd brillant.
Les flors són grogues, però exemplars conreats en els jardins del Museu Nacional de Kenya, té flors taronges. Creix fàcilment a partir d'esqueixos de la tija.

## Distribució
És nativa de l'Àfrica Austral on es troba des del Cap Oriental (Sud-àfrica) a la zona oriental Zimbàbue. Creix al llarg de marges de bosc perennifoli a altituds d'entre 300 metres a 1.900 metres.